# Elekiter
 (août 2025).
Si vous disposez d'ouvrages ou d'articles de référence ou si vous connaissez des sites web de qualité traitant du thème abordé ici, merci de compléter l'article en donnant les références utiles à sa vérifiabilité et en les liant à la section « Notes et références ».

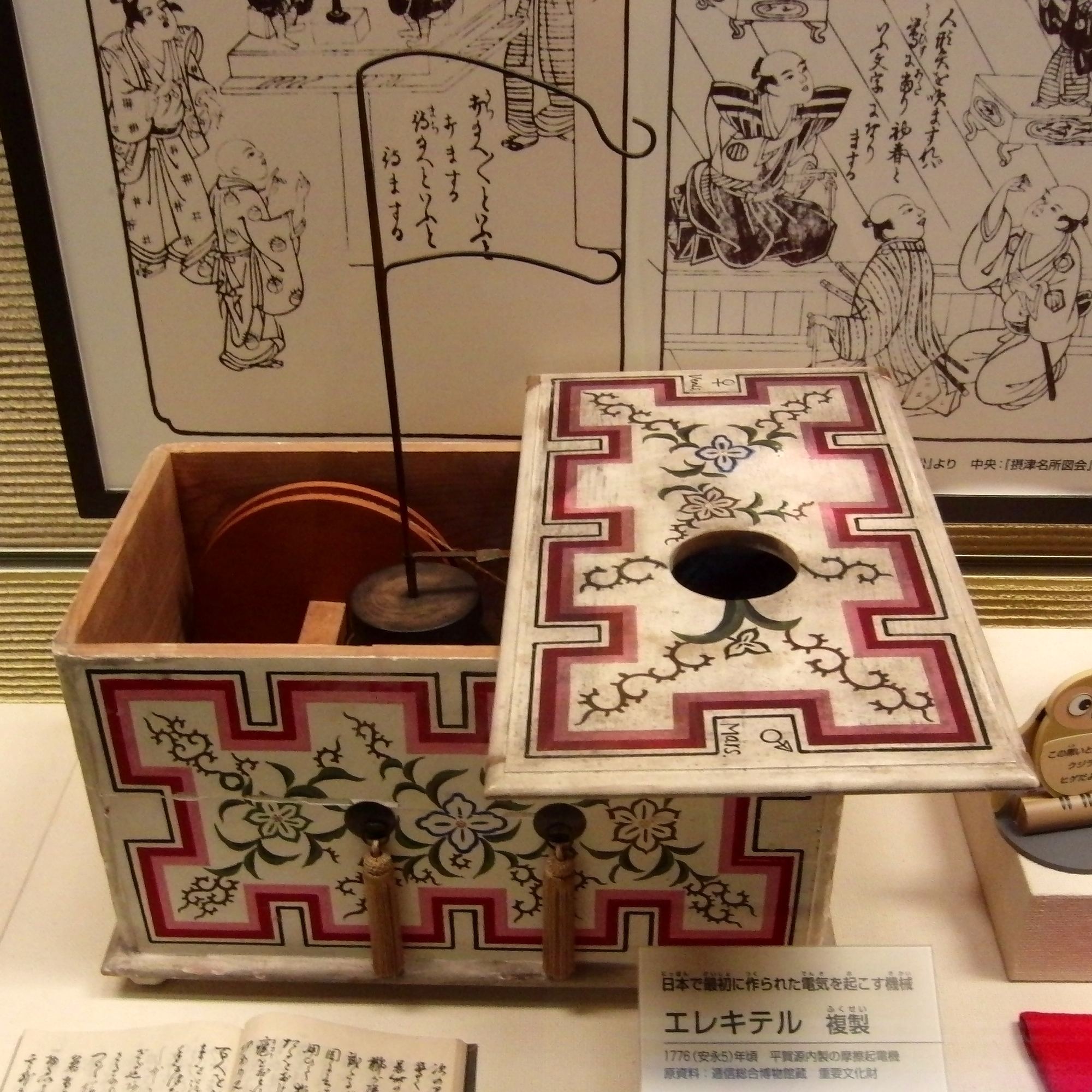
Elekiter

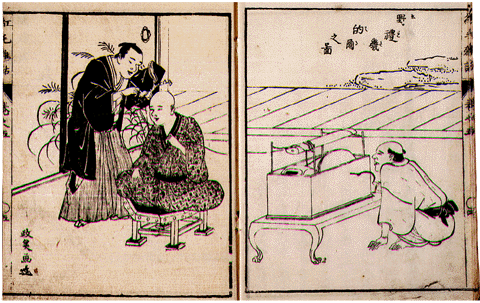
Démonstration d'un Elekiter.

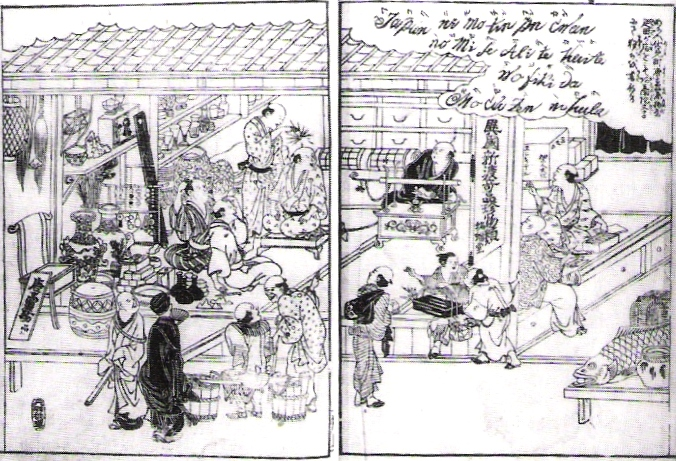
Boutique de curiosités assurant la démonstration et la vente d'un Elekiter. La pancarte à l'entrée dit : « »Dernières curiosités des pays étrangers.

L'elekiter (エレキテル, erekiteru) est le nom japonais d'un type de générateur d'électricité statique utilisé pour des expériences électriques au XVIIIe siècle. Au Japon, Gennai Hiraga a présenté son propre elekiter en 1776, dérivé d'un elekiter hollandais. L'elekiter est une petite boîte qui emploie la friction pour produire de l'électricité et la stocker.
L'elekiter s'est construit à partir des expériences occidentales sur l'électricité statique pendant le XVIIIe siècle, qui conclurent que l'électricité pouvait être produite par le frottement, et sur l'invention de la bouteille de Leyde dans les années 1740, en tant que moyen commode de stocker l'électricité statique en grande quantité. Gennai Hiraga a acquis un elekiter de Hollande pendant son deuxième voyage à Nagasaki en 1770 et a fait une démonstration de son elekiter en 1776.

## Source de la traduction
- (en) Cet article est partiellement ou en totalité issu de l’article de Wikipédia en anglais intitulé « Elekiter » (voir la liste des auteurs).